# Lowell (condado de Dodge, Wisconsin)
Lowell es un pueblo ubicado en el condado de Dodge en el estado estadounidense de Wisconsin. En el Censo de 2010 tenía una población de 1.190 habitantes y una densidad poblacional de 8,72 personas por km².

## Geografía
Lowell se encuentra ubicado en las coordenadas 43°19′18″N 88°50′13″O / 43.32167, -88.83694. Según la Oficina del Censo de los Estados Unidos, Lowell tiene una superficie total de 136.43 km², de la cual 134.17 km² corresponden a tierra firme y (1.66%) 2.26 km² es agua.

## Demografía
Según el censo de 2010, había 1.190 personas residiendo en Lowell. La densidad de población era de 8,72 hab./km². De los 1.190 habitantes, Lowell estaba compuesto por el 99.16% blancos, el 0.08% eran afroamericanos, el 0.17% eran amerindios, el 0% eran asiáticos, el 0% eran isleños del Pacífico, el 0.17% eran de otras razas y el 0.42% pertenecían a dos o más razas. Del total de la población el 1.34% eran hispanos o latinos de cualquier raza.